# Banco (mobiliário)
Um clássico banco de jardim.

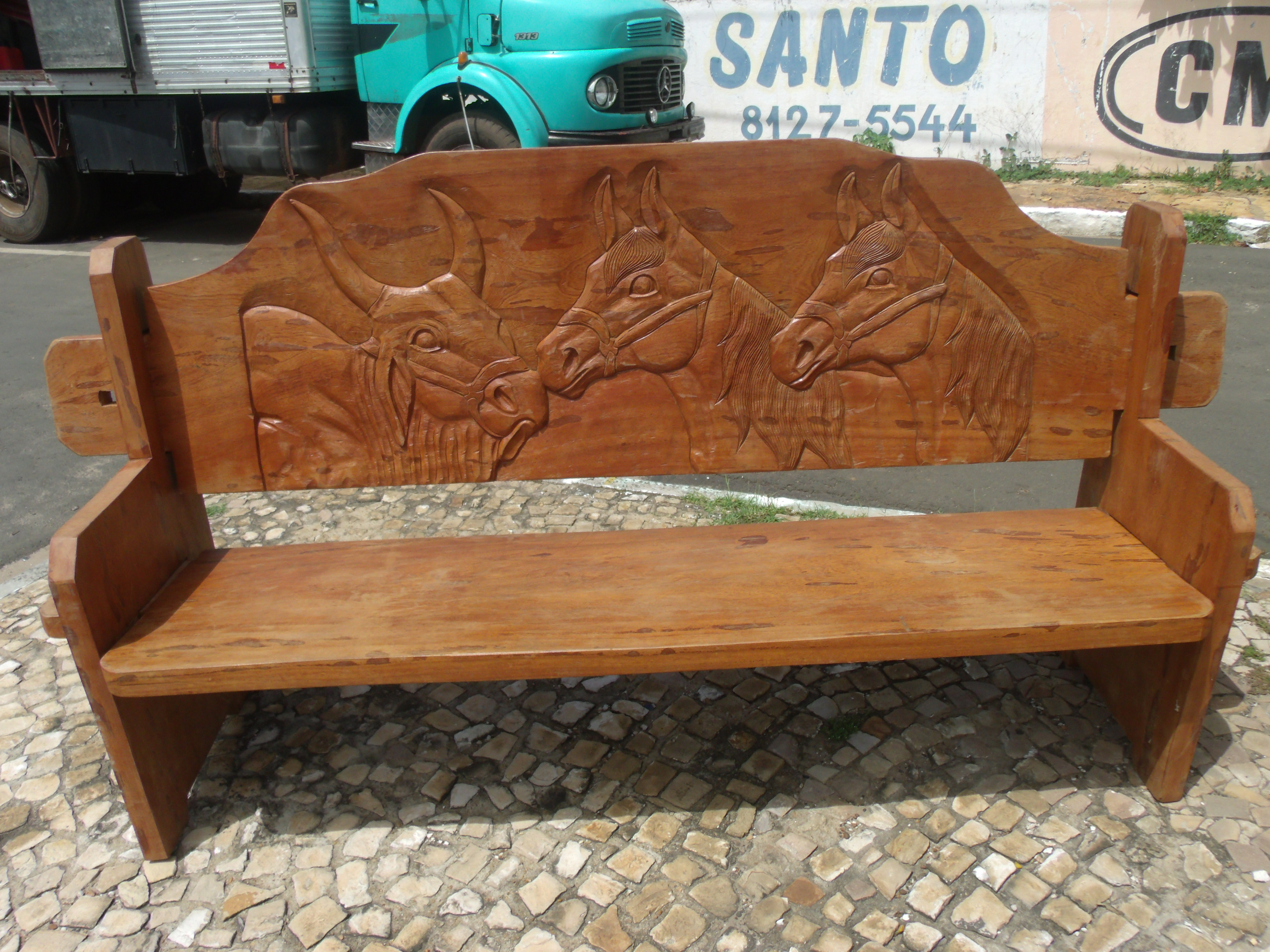
Banco em marcenaria com detalhes artístico de alto relevo.

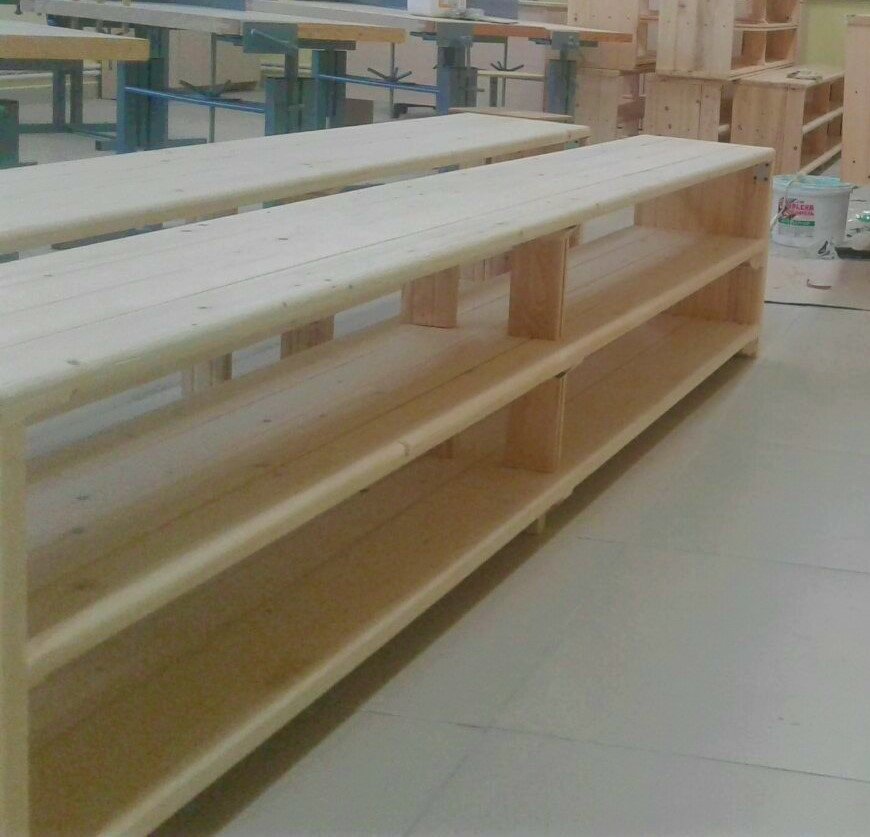
Fazendo bancos em uma oficina de carpintaria

Banco é uma peça de mobília que consiste em um assento longo para mais de uma pessoa, geralmente produzidos em madeira e metal. Em geral estão presentes em áreas abertas como parques e praças, mas podem também estar presentes em interiores como por exemplo em salas de espera.

## Etimologia
O substantivo banco deriva do vocábulo da língua gótica banka.